# Franz Schweigger-Seidel
Franz Schweigger-Seidel (Halle, 24 settembre 1834 – 23 agosto 1871) è stato un fisiologo tedesco.
Era il figlio del chimico Franz Wilhelm Schweigger-Seidel (1795-1838).
Nel 1858 conseguì il dottorato all'Università di Halle con una tesi dal titolo "Disquisitiones de callo". In seguito servì come assistente di Rudolf Heidenhain (1834-1897 presso l'istituto fisiologico di Breslavia, e dal 1865 fu assistente di Carl Ludwig (1816-1895) all'Università di Lipsia. Nel 1866 ricevette la sua abilitazione e durante l'anno seguente divenne professore associato a Lipsia.

## Opere principali
- Über den Übergang körperlicher Bestandteile aus dem Blute in die Lymphgefäße, Leipzig (1861)
- Die Nieren des Menschen und der Säugetiere in ihrem feineren Bau, Halle (1865)
- Über das Centrum tendineum des Zwerchfelles. Arbeiten aus der Physiologischen Anstalt zu Leipzig, con Carl Ludwig (1866)
- Einige Bemerkungen über die rothen Blutkörperchen. Arbeiten aus der Physiologischen Anstalt zu Leipzig, con Alexander Schmidt (1867)
- Die Lymphgefässe der Fascien und Sehnen. Leipzig, con Carl Ludwig (1872)